# 947

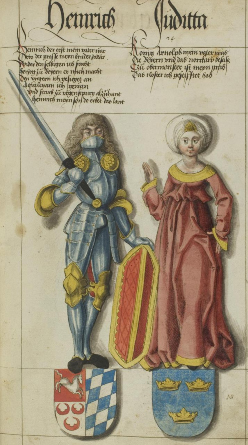
Hendrik I (links) en Judith van Beieren

Het jaar 947 is het 47e jaar in de 10e eeuw volgens de christelijke jaartelling.

## Gebeurtenissen

### Byzantijnse Rijk
- Voorjaar - Keizer Constantijn VII ("Porphyrogennetos") kondigt een wet af om de boerenbevolking te beschermen tegen verlies van hun land aan machtige edelen. Hij onderhoudt diplomatieke betrekkingen met Europese hoven, zoals koning Otto I ("de Grote") en kalief Abd al-Rahman III, heerser van Al-Andalus (huidige Spanje). Hierdoor kan Constantijn zijn handel en economische belangen verder uitbreiden.[1]

### Europa
- Zomer - Een Hongaars expeditieleger onder bevel van grootvorst Taksony voert een veldtocht langs de oostkust in Italië. Hij belegert Larino, rukt op naar Otranto en plundert drie maanden land Apulië. Uiteindelijk, koning Berengarius II onderhandelt over een wapenstilstand en biedt Taksony een enorme tribuut aan. In september beëindigt hij de veldtocht en keert met roofbuit terug naar Hongarije.
- Winter - Koning Otto I ("de Grote") draagt het hertogdom van Beieren en Karinthië over aan zijn broer Hendrik I. Om zijn heerschappij veilig te stellen, trouwt Hendrik met de 22-jarige Judith van Beieren, een dochter van Arnulf I ("de Boze") en benoemt hij een aantal Duitse edelen tot paltsgraaf.
- Prins Lotharius II trouwt met de 15-jarige Adelheid, een dochter van koning Rudolf II. Het huwelijk is een compromis om de twist tussen zijn vader Hugo van Arles en Rudolf over het Koninkrijk Bourgondië te regelen.

### Religie
- Eerste schriftelijke vermelding van Olst. Koning Otto I ("de Grote") bevestigt het klooster Essen dan in het bezit van onder andere hoven te Olst en Archem.[2]

## Geboren
- Harald Grenske, onderkoning van Noorwegen (waarschijnlijke datum)

## Overleden
- 23 november - Berthold I, hertog van Beieren en Karinthië (r. 938 - 947)